# Olivera Medić
Olivera Medić (ur. 11 grudnia 1990) – serbska siatkarka, grająca na pozycji przyjmującej, reprezentantka kraju. 

## Sukcesy klubowe
Mistrzostwo Serbii:
- 2010

Mistrzostwo Rumunii:
- 2018
- 2017

Puchar Rumunii:
- 2018

Puchar Węgier:
- 2019

Mistrzostwo Węgier:
- 2019

## Sukcesy reprezentacyjne
Liga Europejska:
- 2009